# Кикеон
Кикеон (др.-греч. κυκεών — смесь, от глагола κυκάω — смешивать) — древнегреческий напиток на основе измельчённого жареного ячменя (πτισάνη).

## Упоминания

### Античная литература
Кикеон упоминается у Гомера в обеих поэмах. В «Илиаде» (XI, 624, 638—641; состав — ячмень (Ἀλφιτον), козий сыр, прамнейское вино):
      В нем Гекамеда, богиням подобная, им растворила

         Смесь на вине прамнейском, натёрла козьего сыра

 640  Тёркою медной и ячной присыпала белой мукою.
В «Одиссее» Цирцея приготовила Одиссею кикеон, добавляя мёд и волшебное зелье (X, 234).
     В дом их Цирцея ввела, посадила на стулья и кресла,

      234  Сыра, зелёного мёда и ячной муки замешала

 235 Им на прамнийском вине и в напиток подсыпала зелья,

        Чтобы о милой отчизне они совершенно забыли.

### Элевсинские мистерии
Напиток выпивался участниками Элевсинских мистерий перед началом ритуала посвящения (согласно легенде, Деметра — богиня, которой были посвящены Мистерии — пила его в доме царя Келея). Некоторые учёные полагают, что эффект Элевсинских мистерий основывался на воздействии на участников психоделика, содержащегося в кикеоне. По мнению Роберта Уоссона, ячмень мог быть заражен грибами спорыньи, которые содержат воздействующую на психику амиды лизергиновой кислоты (родственна ЛСД и эргоновинам); впрочем, Роберт Грейвз приводил аргументы в пользу того, что в кикеоне или в подаваемом на мистериях печенье содержались грибы рода псилоцибе.